# Jackass: The Movie
Jackass: The Movie is een Amerikaanse speelfilm uit 2002 onder regie van Jeff Tremaine. In deze film worden allerlei stunts uitgehaald.

## Stunts
De film begint met de hele hoofd-cast die in een reuzen winkelwagen van een heuvel rijdt. Aan het eind van een heuvel is een fruitkraam waar ze tegen crashen en er in vliegen.
1. Rent-A-Car Crash-Up Derby - Johnny Knoxville huurt een auto, die hij vervolgens laat prepareren voor een Demolition derby, een wedstrijd waar het de bedoeling is de auto van je tegenstanders kapot te rijden. Daarna brengt hij de auto total loss terug naar de autoverhuur.
2. Skate Bowling - Bam Margera en Ryan Dunn skaten op een bowlingbaan tegen de kegels.
3. Muscle Stimulator - Johnny Knoxville, Dave England, Ehren McGhehey en Chris Pontius proberen elektronische spierstimulatoren uit en gebruiken ze om elkaar te zappen met elektrische schokken.
4. Fatty Fall Down - Preston Lacy gaat zitten op een bank die is opgetuigd om in te storten, voor voorbijgangers.
5. Golf Cart Antics - Johnny Knoxville, Bam Margera, Ryan Dunn en Brandon DiCamillo nemen deel aan verschillende stunts in golf carts over een golfbaan en vernietigen ze daarbij.
6. Party Boy Japan - Chris Pontius, als Party Boy, kleedt zich uit en danst midden in een winkelcentrum in Tokio.
7. Forehead Karate Chop - Wee Man probeert een houten plank te breken met zijn voorhoofd.
8. Baby Alligator Nipple Bite - Johnny Knoxville wordt in de tepel gebeten door een baby alligator.
9. Alligator Tightrope - Steve-O probeert met over een koord boven het alligatorverblijf van een dierentuin te lopen.
10. Fireworks Wake Up - Bam Margera maakt zijn ouders, Phil Margera en April Margera wakker door een grote hoeveelheid vuurwerk in hun slaapkamer af te steken, en zet nog een groot aantal meer af in Phil's busje wanneer hij ondergaat uit om te gaan werken.
11. The Shoplifter - Nadat Johnny Knoxville, Bam Margera en Spike Jonze zich als een oudere man hebben verkleed, probeert Knoxville uit een winkel te jatten door verschillende items in zijn kleding te verbergen.
12. Hardware Store Crap - Dave England schijt in een display toilet bij een ijzerhandel.
13. Clipper Cam - Verschillende leden van het team en de crew, waaronder Johnny Knoxville, Bam Margera, BMX'er Mat Hoffman en fotograaf Benzo Theodore, worden onderworpen aan verrassingsaanvallen met tondeuses.
14. Mousetraps - Ehren McGhehey, gekleed als een muis, moet door honderden muizenvallen kruipen om de "kaas" te bereiken.
15. The Bungee Wedgie - Raab Himself springt uit een boom, opgehangen aan zijn onderbroek aan bungeetouw.
16. Riot Control Test - Johnny Knoxville wordt in de maag geschoten met een "minder dodelijk" projectiel dat is ontworpen om relschoppers onder controle te houden.
17. The Big Cone - Wee Man verstopt zich onder een gigantische plastic pion en gaat op pad door de drukke straten van Tokio.
18. No Brakes - Spike Jonze vliegt in een oude mannenpak door een stadsstraat in een gemotoriseerde rolstoel.
19. Ass Kicked By Girl - Ryan Dunn vecht tegen de Japanse vrouwelijke kickbokser Naoko Kumagai.
20. Tropical Pole Vaulting - Steve-O polsstokhoog springt in palmbomen, de zee in vanaf een pier, en in een smerig afwateringskanaal.
21. Shopping Cart Attack - Ehren McGhehey wordt in zijn zij geraakt door een winkelwagentje, die geduwd werd door Chris Pontius.
22. Night Pandas - Johnny Knoxville, Steve-O, Ryan Dunn, Wee Man, Preston Lacy en Loomis Fall verkleden zich als panda's en trekken het bruisende nachtleven van Tokio in.
23. Rocket Skates - Johnny Knoxville plaatst vuurwerkraketten aan zijn rolschaatsen.
24. Roller Disco Truck - Het team, behalve Johnny Knoxville, stapt achter in een vrachtwagen voor een rollerdisco, compleet met stroboscooplampen en droogijs, terwijl Preston Lacy de vrachtwagen roekeloos rondrijdt op een parkeerplaats.
25. Wasabi Snooters - In een Japans restaurant probeert Steve-O pikante wasabi saus te snuiven.
26. Oddly Shaped Sumo Wrestlers - Wee Man wordt achtervolgd door Preston Lacy in sumoworstelaarskostuums.
27. The Gong - Johnny Knoxville en cameraman Rick Kosick sluipen met een gigantische gong achter nietsvermoedende mensen in Japan aan.
28. Sick Of The Fan - Steve-O springt op een minitrampoline en vernietigt een plafondventilator.
29. April's Alligator - In een poging om April Margera te laten schelden, wordt een alligator in het Margera-huis geplaatst om haar en Phil bang te maken.
30. Wee Clippers - Cameraman Dimitry Elyashkevich besluipt Wee Man en scheert zijn hoofd.
31. The Handrail - Johnny Knoxville probeert een lange rail op zijn skateboard te slijpen, met behulp van professionele skaters Eric Koston en Clyde Singleton.
32. Jacuzzi - Preston Lacy heeft een ontspannende middag in de jacuzzi met een biertje terwijl hij een doorzichtige zwembroek draagt.
33. Paper Cuts - Ryan Dunn geeft Johnny Knoxville en Steve-O papercuts in gevoelige plaatsen met een envelop.
34. The Fortune Teller - Chris Pontius, nog steeds als Party Boy krijgt zijn fortuin verteld. Pontius trekt dan zijn kleren uit en danst voor de waarzegger.
35. Sweaty Fat Fucks - Tony Hawk en Mat Hoffman vergezellen Bam Margera in dikke pakken voor een skate-en-BMX-sessie.
36. Grandpa Workout - Johnny Knoxville, in een oude mannenpak, valt om tijdens een poging om gewichten op te heffen.
37. Department Store Boxing - Boxer Butterbean neemt het op tegen Johnny Knoxville, hun boksring is het midden van een warenhuis.
38. Sir Marcius - Brandon DiCamillo fietst een supermarkt binnen en botst tegen Bam Margera aan die op krukken loopt.
39. Fish Wank - Steve-O en Chris Pontius proberen masturbatie te simuleren nadat hen is verteld dat zeekomkommers witte draden loslaten als ze schrikken.
40. Whale Shark Gummer - Steve-O en Chris Pontius vullen hun zwembroek met garnalen en gaan duiken om walvishaaien te lokken.
41. Tidal Wave - Johnny Knoxville trekt zijn snorkel aan en wordt overspoelt door een enorme golf.
42. Off-Road Tattoo - Regisseur Jeff Tremaine geeft Steve-O een tatoeage van een smiley op zijn arm in de achterkant van een Humvee, waarbij Henry Rollins hem met hoge snelheid over ruw terrein rijdt.
43. Merry-Go-Round - Ehren McGhehey wordt op een draaimolen geplaatst die is verbonden met een automotor en deze oncontroleerbaar snel ronddraait. Nadat Ehren opstaat, wordt zijn hoofd kaalgeschoren door cameraman Dimitry Elyashkevich.
44. Ass Rockets - Steve-O steekt vuurwerk in zijn reet af die de lucht in worden geschoten. Chris Pontius knoopt het vuurwerk aan zijn lul en probeert het zo te sturen.
45. BMX Tug-of-War - Ryan Dunn's BMX is vastgebonden aan Preston Lacy door een bungeetouw.
46. Grandpa Falls Asleep - Spike Jonze, in een oud mannenpak, doet alsof hij in slaap valt in het verkeer.
47. Yellow Snow Cone -  Ehren McGhehey negeert de oude waarschuwing om nooit gele sneeuw te eten, hij kotst het uit en eet het weer op - hij noemt het "The Chocolate Snow Cone". Daarna wordt hij aangevallen door Dave England.
48. Wee Kick - Wee Man trapt zichzelf tegen zijn eigen voorhoofd.
49. Bathroom Beat Down - Bam Margera slaat Phil Margera in elkaar terwijl hij op het toilet zit.
50. Golfcourse Air Horn - Johnny Knoxville, Ehren McGhehey en Dave England verschuilen zich in bomen aan de zijkant van een golfbaan, gewapend met luchthoorns.
51. Mountain Lion Slap - Chris Pontius, in een koalakostuum, wordt in het gezicht geslagen door een poema.
52. Burglars - Johnny Knoxville en Bam Margera's inbraak bij een diamantbedrijf loopt vreselijk mis.
53. Butt X-Ray - Ryan Dunn plaatst een speelgoedautootje in zijn reet en gaat dan een röntgenfoto halen.
54. Son of Jackass - Het hele team kleedt zich als oudere mannen voor de apocalyptische eindreeks.

### Mislukte einde
Aan het einde van de film wordt Johnny Knoxville vanaf een katapult in een meer gelanceerd, waar komediant Rip Taylor in een boot zit en aankondigt dat "dit het einde is". Dit wordt gevolgd door de aftiteling die wordt getoond over outtakes uit de film. Het originele einde van de film zou een Rube Goldberg - achtig ding zijn, waarbij elk van de castleden een stunt uitvoert die ofwel iets te maken heeft met wat ze in de show hebben gedaan (de eerste stunt zou bijvoorbeeld Preston Lacy hebben als "The Human Wrecking Ball", waardoor hij tegen een bouwtoilet wordt geslagen), of gewoon voor een grap (zoals Ehren McGhehey wordt omgestoten in de bouwtoilet en landt op een bed van wc-papierrollen), eindigend met Johnny die naast Rip Taylor van de katapult wordt gelanceerd.
Omdat het hele apparaat echter niet werkte zoals ze wilden, besloten de producenten van de film om een alternatief einde te filmen, en zo kwamen ze tot het filmen van de "Son of Jackass"-sketch. De "Son of Jackass"-sketch omvat alle hoofdcastleden in "oude man"-make-up die rondrennen in exploderende gebouwen en schuren, met alleen Steve-O die overleeft om "Yeah Dude!" uit te roepen. In het commentaar van de cast wordt gezegd dat dit ironisch is, aangezien Steve-O het minst waarschijnlijk oud werd vanwege zijn hevige drugsgebruik destijds. Sommige stukjes van het mislukte einde werden verwerkt in de montage van de aftiteling, zoals Dave England gekleed in een peniskostuum en Wee Man die het gigantische Plinko-apparaat afdaalt.

## Cast

### Hoofdrollen
- Johnny Knoxville
- Bam Margera
- Ryan Dunn
- Steve-O
- Wee Man
- Chris Pontius
- Preston Lacy
- Dave England
- Danger Ehren

### Gastoptredens
- Loomis Fall
- Brandon DiCamillo
- Raab Himself
- Rake Yohn
- April Margera, Phil Margera en Jess Margera
- Stephanie Hodge
- Roofdierenexpert Manny Puig
- Skaters Tony Hawk, Eric Koston en Clyde Singleton
- BMX'er Mat Hoffman
- Zanger Henry Rollins
- Bokser Eric "Butterbean" Esch
- Kickbokster Naoko Kumagai
- Wapenexpert George Hruska
- Komiek Rip Taylor

### Crewleden die in beeld verschijnen
- Regisseur en producent Jeff Tremaine
- Producent Spike Jonze
- Cameramannen Dimitry Elyashkevich, Lance Bangs, Rick Kosick, Greg "Guch" Iguchi en Mark Rackley
- Co-producent en fotograaf Sean Cliver
- Fotograaf Ben "Benzo" Kaller
- Uitvoerend producent Trip Taylor
- Co-uitvoerend producent Michelle Klepper

## Productie
Na het succes van de Jackass tv-serie, werd Johnny Knoxville benaderd door de producenten om een Jackass film te maken. Hij verwierp het idee omdat hij het concept niet begreep, hij dacht dat acteurs de cast zouden spelen. Later stemde hij ermee in nadat regisseur Jeff Tremaine en producent Spike Jonze uitlegden dan het een "ondeugendere versie" van de tv-serie zou worden. Het filmen begon in begin 2002 en nam plaats in onder andere Engeland, Japan, Mexico, Nederland en de VS.

### Blessures
Johnny Knoxville ging knockout tijdens de "Golf Cart Antics". Hij was ook knockout gegaan en spleet zijn hoofd open toen hij tegen Butterbean ging boxen in een warenhuis. Bam Margera scheurde zijn hamstring vroeg tijdens de opnames. Steve-O kreeg een infectie nadat hij in een vuil meer ging polsstokhoogspringen. BMX'er Mat Hoffman brak zijn pols en ging knockout in "Sweaty Fat Fucks". Coproducent en cameraman Dimitry Elyashkevich brak zijn tand in "Golf Cart Antics".

### Verwijderde scènes
Scènes die gefilmd waren maar nooit werden getoond zijn; Gene LeBell die de hele cast één voor één verstikt; Bam Margera die beer spray in het gezicht van Ryan Dunn spuit; Wee Man die skate terwijl hij verkleed is in een penis kostuum; Steve-O die bier in zijn reet giet met een tuinslang (wat later opnieuw is gedaan in Jackass Number Two); Preston Lacy die door cameraman Dimitry Elyashkevich nietsvermoedend het woord "Fat Fuck" op zijn achterhoofd getrimd krijgt; Chris Pontius en Dave England die een fietsslot om iemand van de filmploeg 's nek op slot doen; en Ehren McGhehey, Ryan Dunn, Chris Pontius en Mat Hoffman die BMX'en op het water terwijl de BMX'en aan wakeboards zijn vastgemaakt.
Een verwijderde scène was dat Dave England zich voordeed als karikatuurtekenaar om ongepaste tekeningen te maken voor nietsvermoedende omstanders. Dave had deze scène geüpload op zijn YouTube kanaal, maar is verwijderd door het overtreden van de richtlijnen. Dave heeft deze scène sindsdien weer geplaatst op zijn eigen website. 
Een scène die gepland was maar nooit was gefilmd door financiële redenen was voor Chris Pontius om verkleed te zijn als de duivel terwijl hij naar een pinksterkerk ging waar ze levende slangen hanteren.

## Trivia
- De "Wasabi Snooters" scène was gefilmd op Johnny Knoxville's 31e verjaardag.
- De "Yellow Snow Cone" scène was gefilmd in Dave England's achtertuin.
- De "Golf Cart Antics" scène was vertraagd omdat Bam Margera de 2 golfkarren in een kwestie van seconden had kapotgemaakt. De crew moest hierdoor nieuwe golfkarren kopen.
- Het originele plan was om Phil Margera's auto door midden te zagen na de "Fireworks Wake Up" scène.
- Nikki Sixx was gepland om voor te komen in de "Offroad Tattoo" scène in plaats van Henry Rollins.
- Johnny Knoxville voert de meeste stunts uit in deze film. Dave England voert de minste stunts uit.
- Het originele plan was om de Jackass franchise te stoppen na deze film.
- Dit is de enige Jackass film zonder een ".5" vervolg.

## Vervolg
Op 22 september 2006 is in de Verenigde Staten Jackass Number Two in première gegaan. Ook aan deze film werkten alle stunters van de vorige film, met uitzondering van Raab Himself, weer mee. Vanaf 5 oktober was de film in de Nederlandse bioscopen te zien.
De film is uit op dvd. In 2009 volgde een nieuwe film: Jackass: The Lost Tapes